# Gammapatía monoclonal
La gammapatía monoclonal es una discrasia sanguínea, que cursa con una producción anormal de inmunoglobulinas y la aparición de un tumor de plasmocitos.
Este trastorno inmunoproliferativo es un cuadro maligno derivado del linfocito B, que origina siempre la presencia de una inmunoglobulina monoclonal completa o parcial.

## Fisiopatología
Para entender las gammapatías monoclonales hay que comprender el concepto de clona linfocitaria, plasmática o de cualquier estirpe celular.
Desde el año 1950 se sabe que los linfocitos B tienen en su superficie receptores de inmunoglobulina y también del C3 y del fragmento Fc de la IgG. Estos receptores son mayoritariamente IgM e IgD aunque también pueden ser IgG e IgA. Estos linfocitos B experimentarán una transformación blástica hasta plasmocitos y entonces fabricarán inmunoglobulinas del mismo tipo que tenían en su membrana.
Así, cada plasmocito es solo capaz de fabricar un tipo determinado de inmunoglobulina, la misma que llevaba en su membrana cuando era linfocito B.
Una clona de plasmocitos es una familia procedente de un antecesor único, que fabrica una inmunoglobulina determinada.

## Diagnóstico
En el proteinograma se observa la aparición de una banda monoclonal generalmente en la región de las gammaglobulinas.

## Clasificación
Según su pronóstico se dividen en: 

### Gammapatías monoclonales benignas
Conocidas como gammapatías monoclonales de significado incierto (MGUS).
Se observa una banda monoclonal en el proteinograma, correspondiendo a una clona hiperplásica de plasmocitos productores de dicha inmunoglobulina, pero no se observan ninguno de los síntomas de una gammapatía monoclonal maligna. Especialmente cuando el nivel del componente monoclonal permanece constante en el tiempo y no hay, aparte de esta banda en la electroforesis, otros signos. Puede haber plasmocitosis ligera, pero no superior al 10 %, y la banda monoclonal no debe de superar la cifra de 1-3 g/dL. No se observan signos clínicos de malignidad (problemas óseos, etc.).

### Gammapatías monoclonales malignas
- Mieloma múltiple (19 %):[1]
  - Mieloma secretor (IgG, IgA, IgD, IgE y cadenas ligeras libres)
  - Mieloma no secretor
  - Leucemia de células plasmáticas
- Macroglobulinemia de Waldeström (macroglobulinemia primaria) (IgM) (3 %)[1]
- Enfermedad de cadenas pesadas:
  - Cadenas pesadas alfa
  - Cadenas pesadas gamma
  - Cadenas pesadas mu
- Amiloidosis (13 %)[1]

En todas ellas, salvo en las gammapatías de cadenas pesadas, aparecen también cadenas ligeras.